# HIROMIX
HIROMIX（ヒロミックス、本名：利川裕美　1976年9月24日- ）は、日本の写真家、文筆家、DJ、モデル。東京都杉並区出身。東京都立鷺宮高等学校在学中に女子高校生写真家として注目され、蜷川実花とともに、1990年代のガーリーフォトブームの火付け役となった。

## 略歴
ヒロミックスが幼少期に神社神道の幼稚園に通っていた時代に(1979-1982)、美術大学教授から、天才といわれ将来必ず画家になりますよと言われたあと10才から、写真、油絵、その他、独学、部活、塾で学ぶ。
絵画コンテストに2度入賞したり、地域新聞にインタビューが掲載される。
高校生時代に、荒木経惟の写真撮影に被写体として参加し、その時アシスタントをしていたホンマタカシと知り合う。その後自身が撮りためた写真をホンマに見てもらううちに写真新世紀への応募を薦められる。高校卒業と同時に応募した写真新世紀で1995年優秀賞を受賞、同年のグランプリも最年少で獲得して脚光を浴びる。以降、雑誌「Olive」、「ロッキング・オン・ジャパン」、「H」等で多数撮影。
1997年、写真集「光」、「JAPANESE BEAUTY」の出版に合わせ、渋谷パルコギャラリーにて個展開催。
1998年に世界32か国で同時発売した写真集「HIROMIX」などの活躍で、ドイツ・コダックフォトプライズ受賞。
2001年に長島有里枝、蜷川実花とともに、第26回木村伊兵衛写真賞を史上最年少で受賞。
2003年にはソフィア・コッポラ監督作品ロスト・イン・トランスレーションに本人役でカメオ出演するなどの活躍で、仏リベラシオン誌「世界の50人の女性クリエイター」の1人に選ばれる。
2005年Newsweek誌が選ぶ『世界が尊敬する日本人100』に選出された。

## 主な作品

### 書籍
- HIROMIX girls blue（ロッキング・オン、1996年9月）ISBN 978-4-947599-44-5
- 光（ロッキング・オン、1997年8月）ISBN 978-4-947599-50-6
- JAPANESE BEAUTY（マガジンハウス、1997年8月）ISBN 978-4-8387-0906-9
- HIROMIX（ドイツSteidl社、1998年9月）
- HIROMIX WORKS（ロッキング・オン、2000年4月）ISBN 978-4-947599-79-7
- HIROMIX PARIS'97 - '98（朝日出版社、2001年10月）ISBN 978-4-255-00116-6
- KEITA MARUYAMA BACKSTAGE+（マガジンハウス、2001年12月）ISBN 978-4-8387-1354-7
- HIROMIX 01（ロッキング・オン、2002年10月）ISBN 978-4-947599-99-5
- 太田莉菜写真集 hotikiss2（フジテレビジョン、2005年10月）ISBN 978-4-04-894056-6

### 写真
- 小沢健二の17thシングル「ある光」の12インチアナログ盤（1998年1月発売）の写真撮影を担当。
- SMAP27枚目シングル夜空ノムコウ(1998年1月14日発売)のジャケット写真[1]

### 音楽
- カジヒデキ「ヘイ・ヘイ・ベイビーポップ」（シングルc/w、1998年）にデュエットで参加。この作品を含むCDは全てトラットリア/ポリスターからのリリース。
- ハロー!アイ・ラブ・ユー（シングル、1999年）- インストゥルメンタル版が『MOZI MOZI SATURDAY』（CROSS FM、1999年4月 - 2000年3月）のテーマチューンとして使用された。
- HIROMIX'99（アルバム、1999年）- ジャケットでセミ・ヌードを披露。
- 日産自動車「リバティ」のCMでジャクソン5の「ABC」を歌う（未CD化）。

### 映像
- 賢者の贈り物「DOCUMENTARYTIC」（2001年12月24日、広島ホームテレビ）監督。カヒミ・カリィ主演。
- The Honeymoon Song（2005年）Web公開のショートムービー
- カジヒデキ「siesta~君のハートのナチュラル~」PV監督

### その他
- 雑誌「STUDIO VOICE」特集『HIROMIXが好き』（1996年）
- 「広告批評」特集〜女は表現する〜（1998年）にてインタビュー記事

## 出演

### テレビ
- マタハリ（スペースシャワーTV）初代アシスタント
- ファッション通信（テレビ東京、1997年）
- 堂本剛の正直しんどい（テレビ朝日、2008年4月3日）
- しょこ♥リータ（テレビ東京、2008年10月）「ヌードアート」で中川翔子とコラボ作品製作

### 映画
- ロスト・イン・トランスレーション（2004年）

### CM
- キユーピー　「キユーピーハーフ」共演：市川実日子（1999年）
- 富士フイルム「PHOTO IS」（2006年）